# Ubaldo Badas
Ubaldo Badas (Cagliari, 1904 – Cagliari, 1985) è stato un architetto italiano,  uno dei principali del XX secolo in Sardegna.

## Biografia
Ubaldo Badas nasce a Cagliari nel 1904. Dopo aver cominciato gli studi di matematica, che interruppe, non terminando quindi gli studi universitari,  nel 1928 fu assunto come urbanista dall'allora podestà Enrico Endrich, con il quale rimase amico per tutta la vita. In questo periodo aderisce al Razionalismo italiano. Lavorò a molte opere per il Comune sia durante l'amministrazione Endrich (in collaborazione con l'ingegnere Pisano) sia negli anni successivi, ma anche in privato. Poiché privo della laurea in architettura, ricevette meno ingaggi di quanti avrebbe potuto e l'attribuzione delle sue opere è spesso incerta, in quanto non ha potuto firmare i suoi progetti. Nel dopoguerra si avvicina a una nuova corrente, chiamata Neoliberty. Negli anni cinquanta è tra i principali promotori dell'I.S.O.L.A., tramite il quale promuove la conoscenza e la commercializzazione dell'artigianato sardo nel mondo. Esercitava, soprattutto a partire dagli anni settanta, anche l'attività di pittore.
Collaborò anche a "Mediterranea" e "Fontana Viva".

## Opere

### Opere cagliaritane
Galleria comunale d'arte di Cagliari
Costruita alla fine del XVIII secolo come polveriera regia, nel 1828 Carlo Boyl di Putifigari realizza la facciata neoclassica. 
La struttura dall'unità d'Italia agli anni venti del Novecento ha ospitato una caserma.
Dal 1928 al 1933 Badas si occupò della ristrutturazione degli interni della vecchia polveriera per adibirla a Galleria D'Arte.
Ingresso dei Giardini Pubblici
Sistemazione del Terrapieno
Nel 1933 a Badas venne affidata la sistemazione del Terrapieno, il quale intervento si può vedere integralmente ancora oggi.
Scuola all'aperto Attilio Mereu
Sempre nel 1933, Badas realizzò la scuola all'aperto Attilio Mereu, fra il viale Regina Elena e la salita de S'Avanzada. Al tempo era una delle scuole più all'avanguardia, ma oggi versa in stato di degrado a causa dell'occupazione di abusivi.
Il Sacrario ai Caduti
Il monumento si trova in Via Sonnino, fra l'EXMA' e il palazzo dei Carabinieri. Venne costruito con evidentissime linee di architettura fascista (basti notare i due enormi fasci dove sono scritti vari avvenimenti della I Guerra Mondiale, alternati con pietre bianche e nere)
Cimitero San Michele
Colonia DVX
Costruita nel 1937 sull'arenile del Poetto come colonia per le vacanze, ma lasciata incompiuta. Nel 1947 completata e trasformata in ospedale (Ospedale Marino). Nel 1982 l'Ospedale Marino si trasferisce in altro edificio: da allora la costruzione è in stato di abbandono;
Palazzo Piazza Kennedy
Albergo del povero
L'Albergo del povero si trova in Viale Fra Ignazio ed è stato costruito nel 1943, anche come ricovero per chi perdeva la casa durante i bombardamenti. Attualmente, dopo recenti e discussi lavori di recupero e adeguamento, è sede della biblioteca dell'Università di Economia.
Palazzo Costa Marras
Si trova nel Largo Carlo Felice. In origine era ricoperto di ceramica rossa, tolta un paio di anni fa a seguito di un discutibile intervento di ristrutturazione, la facciata è attualmente di color cemento. Sulla parete cieca, dante sul Largo Carlo Felice, ospita delle interessanti ceramiche del famoso scultore di Sassari Giuseppe Silecchia realizzate nel 1958, ricollocate e non distrutte dal recente restauro.
Palazzo Multipiano in piazza Yenne
Palazzo della Regione Autonoma della Sardegna

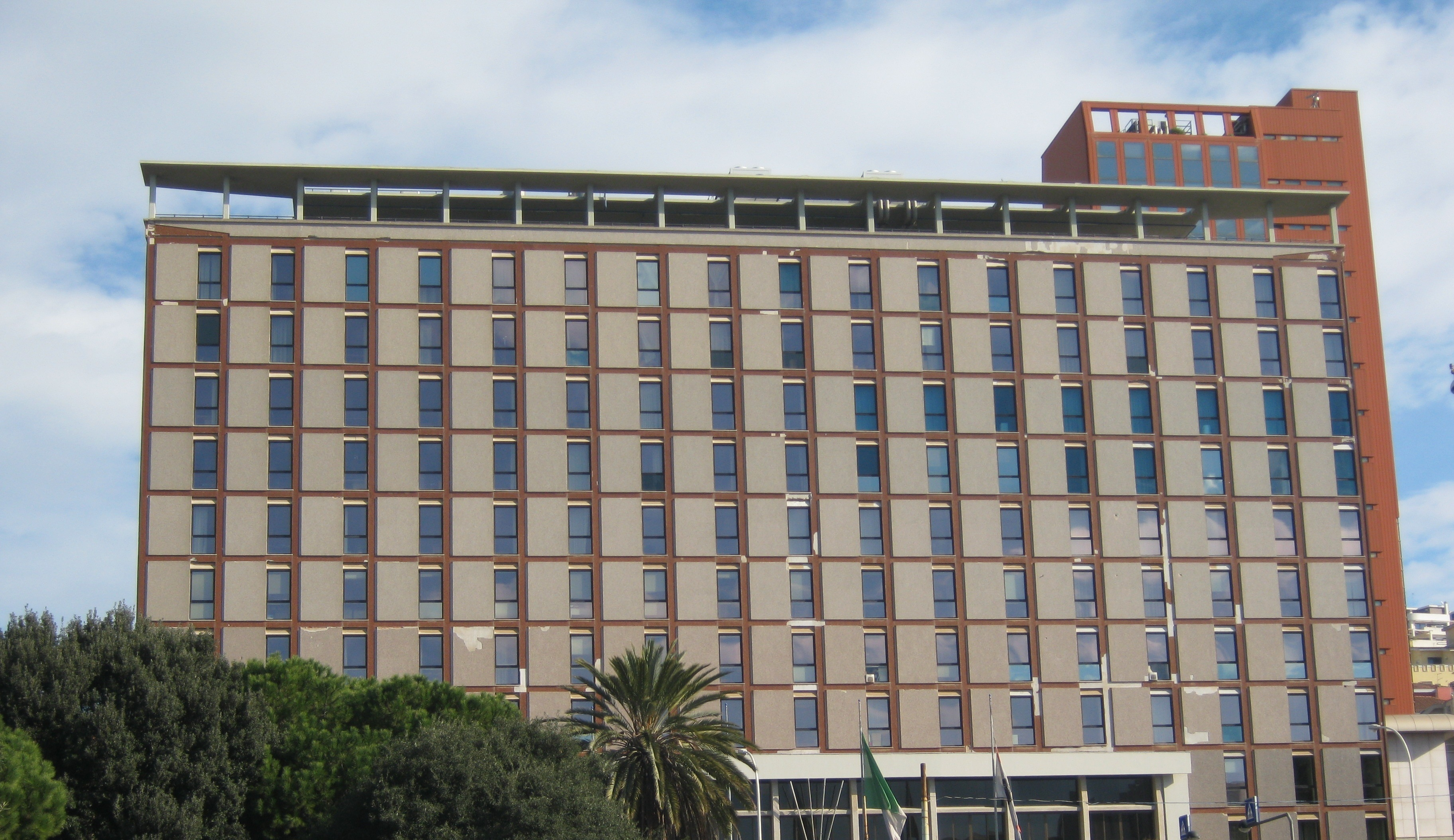
La Regione Autonoma della Sardegna oggi

Il palazzo, che si trova in viale Trento, è nato come sede provvisoria dell'Regione Autonoma della Sardegna, in attesa del grande palazzo di via Roma, ed era stato predisposto a essere riadattato ad abitazioni private. Tuttavia assolve ancora oggi il suo compito iniziale.
Villa di Via Milano (di attribuzione incerta)
Attualmente l'edificio rischia di essere demolito per far posto a una palazzina. Nonostante il vincolo della soprintendenza che blocca il progetto di demolizione-ricostruzione presentato da un'impresa edile, l'impresa stessa ha presentato ricorso al TAR. http://www.ufficiostampacagliari.it/rassegnastampa.php?pagina=6528 Archiviato il 3 dicembre 2013 in Internet Archive.
Villa di Via Milano
Badas ha realizzato anche un'altra villa in via Milano, poco distante dalla precedente.
Palazzo di Via Toscana

Padiglione per l'Agricoltura alla Fiera di Cagliari nel 1956

Questo palazzo, oltre ad essere stato realizzato da lui, era anche la sua abitazione privata. (Oggi appartenente alla famiglia Pintore)
Padiglione per le attività agricole alla Fiera di Cagliari
Edificio prospettante su viale Diaz, sulla cui via la facciata presenta un'interessante ceramica decorativa e un basamento con pietre di vari colori.
La facciata che dà all'interno della Fiera segue lo stile Neoliberty, con l'uso del legno e delle pietre.
Liceo classico "Siotto Pintor" (di attribuzione incerta)
L'edificio scolastico si trova in viale Trento, a poca distanza dal palazzo della Regione Autonoma della Sardegna dello stesso Badas.

### Opere sassaresi

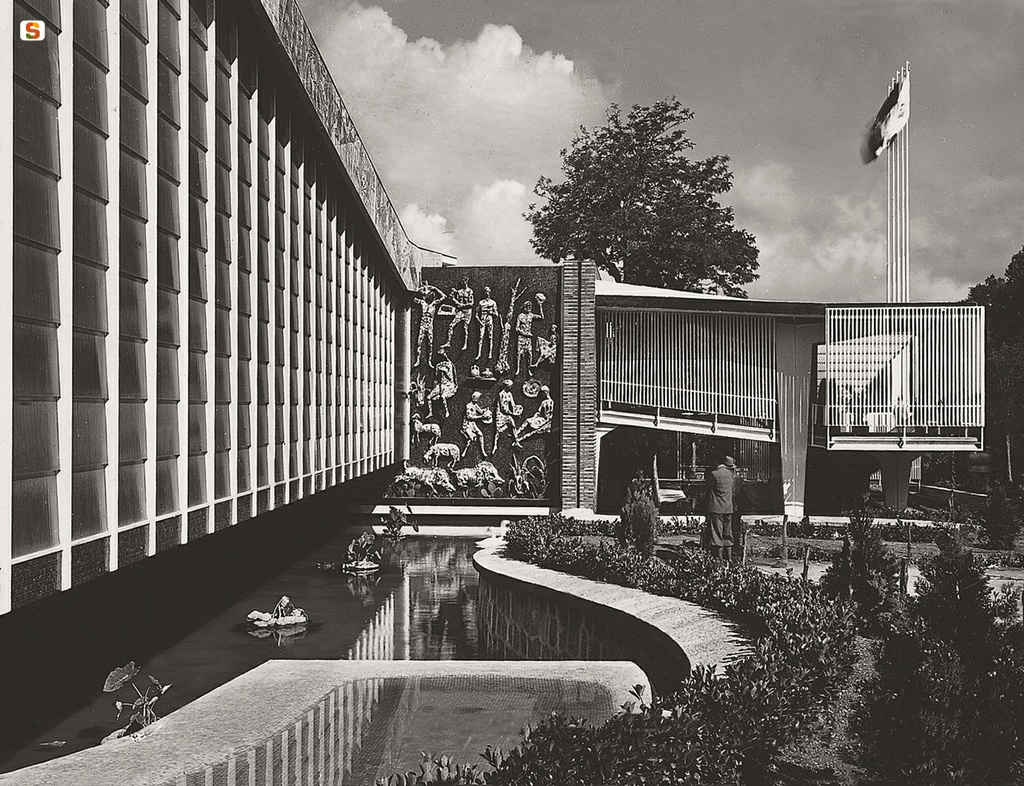
Padiglione per l'artigianato "Eugenio Tavolara" nel 1956

Padiglione per l'artigianato "Eugenio Tavolara"
Costruito per l'ISOLA nel 1956 a Sassari e considerato forse il più importante esempio di architettura moderna in Sardegna. È intitolato al cofondatore dell'ISOLA Eugenio Tavolara, e si trova nei giardini pubblici cittadini, in pieno centro. La struttura successivamente subito delle modifiche architettoniche, per adattarla alle nove norme della sicurezza, snaturandola in alcune parti, ma nel 2011 è stato oggetto di un nuovo restauro con l'intento di eliminare le superfetazioni e ripristinare l'aspetto originario dell'edificio.
Negozio Olivetti
Badas nel 1952 allestì gli interni del negozio sassarese di Piazza d'Italia. Il locale presentava un pannello a tutta parete in steatite, decorato in bassorilievo da Eugenio Tavolara, l'opera è oggi esposta presso la sede della Polizia Municipale della città.

### Opere pittoriche
Senza Titolo, opere in masonite ospitata alla Galleria comunale d'arte di Cagliari.